# Slatina-Timiș
Slatina-Timiș là một xã thuộc hạt Caraș-Severin, România. Dân số thời điểm năm 2002 là 3146 người.